# خواكيم بور
خواكيم بور (بالألمانية: Leonhard Burr)‏ هو عسكري ألماني، ولد في 13 مارس 1913 في تسيرندورف في ألمانيا، وتوفي في 2 مارس 1968 في بريمن في ألمانيا.